# المعتز بالله اینو
المعتز بالله اینو (عربی: معتز اينو؛ زادهٔ ۹ اکتبر ۱۹۸۳) یک بازیکن فوتبال اهل مصر است.

## باشگاهی
از باشگاه‌هایی که در آن بازی کرده‌است می‌توان به باشگاه ورزشی الاهلی مصر، باشگاه ورزشی زمالک، اشاره کرد.

## تیم ملی
وی همچنین در تیم ملی فوتبال مصر بازی کرده است.